# Ditaxis serrata
Ditaxis serrata är en törelväxtart som först beskrevs av John Torrey, och fick sitt nu gällande namn av Amos Arthur Heller. Ditaxis serrata ingår i släktet Ditaxis och familjen törelväxter.

## Underarter
Arten delas in i följande underarter:
- D. s. californica
- D. s. serrata